# Mintha
Mintha (řecky Μίνθη nebo Μένθη) byla v řecké mytologii najáda spojená s řekou Kókytos.

## Mytologie
Mintha byla oslněna Hádem a pokusila se ho svést, ale Persefona zasáhla a proměnila Minthu, slovy Strabova líčení, "v zahradní mátu, kterou někteří nazývají hedyosmon ('sladce vonící')".
Podle Oppiana:
Máta [Mintha], říkají lidé, bývala kdysi nymfa Kókytos, a ona lehávala v posteli Aidonea [Háda]; když si však vzal paní Persefonu z Aetnaean [hora Etna na Sicílii], hlasitě si stěžovala samolibými slovy a bláhově šílela ze žárlivosti, a Demeter ji v hněvu ušlapala nohama a zničila. Říkala totiž, že je vznešenější postavy a krásnější než tmavooká Persefona a chlubila se, že Aidoneus se k ní vrátí a vykáže tu druhou ze svých síní: takové poblouznění jí skočilo na jazyk. A ze země vzešla slabá bylina, která nese její jméno.

## Kultura
Ve starověkém Řecku se máta používala při pohřebních obřadech, spolu s rozmarýnem a myrhou, a ne jen k přebití zápachu rozkladu; máta byla prvkem ve fermentovaném ječném nápoji zvaném kykeon, který byl nezbytnou součástí rituálu eleusinských mystérií, jež dávaly naději na posmrtný život pro zasvěcené členy.